# Puchar Islandii w piłce nożnej (1969)
Puchar Islandii w piłce nożnej mężczyzn 1969 – 10. edycja rozgrywek mających na celu wyłonienie zdobywcy Pucharu Islandii. Tytułu broniła drużyna ÍB Vestmannaeyja. Na każdym etapie pucharu rozgrywany był jeden mecz pomiędzy zespołami. Mecz finałowy odbył się na stadionie Melavöllur w Reykjavíku, gdzie puchar wywalczyła drużyna ÍBA Akureyri.

## Pierwsza runda
W pierwszej rundzie udział wzięły dwadzieścia dwa zespoły, w tym dziesięć zespołów rezerw i sześć zespołów z 2. deild.
| 12 lipca 1969 | Vestri | 5:2Raport | Stjarnan | Ísafjarðarvöllur, Ísafjörður |
|               |        |           |          |                              |

| 15 lipca 1969 | FH | 1:0Raport | Þróttur Reykjavík B | Melavöllur, Reykjavík |
|               |    |           |                     |                       |

| 16 lipca 1969 | Ármann Reykjavík | 2:1Raport | Keflavík B | Keflavíkurvöllur, Keflavík |
|               |                  |           |            |                            |

| 19 lipca 1969 | ÍBA Akureyri B | 4:1Raport | Selfoss B | Akureyrarvöllur, Akureyri |
|               |                |           |           |                           |

| 21 lipca 1969 | KR B | 5:2Raport | Þróttur Reykjavík | Melavöllur, Reykjavík |
|               |      |           |                   |                       |

| 22 lipca 1969 | Njarðvík | 3:2Raport | Haukar B | Hvaleyrarholtsvöllur, Hafnarfjörður |
|               |          |           |          |                                     |

| 24 lipca 1969 | Víkingur Reykjavík B | 4:0Raport | Ármann Reykjavík B | Melavöllur, Reykjavík |
|               |                      |           |                    |                       |

| 25 lipca 1969 | Valur B | 4:0Raport | Hrönn | Melavöllur, Reykjavík |
|               |         |           |       |                       |

| 26 lipca 1969 | Víkingur Reykjavík | 6:1Raport | Hörður Patreksfirði | Ísafjarðarvöllur, Ísafjörður |
|               |                    |           |                     |                              |

| 26 lipca 1969 | ÍB Vestmannaeyja B | 1:0Raport | Haukar | Vestmannaeyjavöllur, Vestmannaeyjar |
|               |                    |           |        |                                     |

| 27 lipca 1969 | Völsungur Húsavík | 3:0Raport | Breiðablik | Húsavíkurvöllur, Húsavík |
|               |                   |           |            |                          |

## Druga runda
W drugiej rundzie do zwycięzców poprzedniej rundy dołączyło siedem zespołów, w tym cztery zespoły rezerw i dwa zespoły z 2. deild.
| 7 sierpnia 1969 | Fram B | 5:1Raport | Hamar | Melavöllur, Reykjavík |
|                 |        |           |       |                       |

| 16 sierpnia 1969 | Valur B | 5:2Raport | HSH | Akranesvöllur, Akranes |
|                  |         |           |     |                        |

| 16 sierpnia 1969 | Völsungur Húsavík | 3:2Raport | KR B | Húsavíkurvöllur, Húsavík |
|                  |                   |           |      |                          |

| 21 sierpnia 1969 | Akraness B | 6:1Raport | Víkingur Reykjavík B | Akranesvöllur, Akranes |
|                  |            |           |                      |                        |

| 24 sierpnia 1969 | FH B | 2:1Raport | ÍBA Akureyri B | Melavöllur, Reykjavík |
|                  |      |           |                |                       |

| 27 sierpnia 1969 | Selfoss | 2:0Raport | FH | Selfossvöllur, Selfoss |
|                  |         |           |    |                        |

| 27 sierpnia 1969 | Víkingur Reykjavík | 4:1Raport | Breiðablik B | Melavöllur, Reykjavík |
|                  |                    |           |              |                       |

| 30 sierpnia 1969 | Vestri | 1:0Raport | Njarðvík | Njarðvíkurvöllur, Njarðvík |
|                  |        |           |          |                            |

| 6 września 1969 | ÍB Vestmannaeyja B | 4:1Raport | Ármann Reykjavík | Melavöllur, Reykjavík |
|                 |                    |           |                  |                       |

## Trzecia runda
W piątej rundzie do zwycięzców poprzedniej rundy dołączyło siedem zespołów reprezentujących 1. deild islandzką w sezonie 1969 - KR, Fram, Valur, ÍBA Akureyri, Keflavík, Akraness oraz ÍB Vestmannaeyja.
| 27 września 1969 | Valur | 2:1Raport | Vestri | Ísafjarðarvöllur, Ísafjörður |
|                  |       |           |        |                              |

| 27 września 1969 | ÍBA Akureyri | 3:2Raport | Akraness B | Akureyrarvöllur, Akureyri |
|                  |              |           |            |                           |

| 28 września 1969 | Valur B | 3:2Raport | Völsungur Húsavík | Melavöllur, Reykjavík |
|                  |         |           |                   |                       |

| 5 października 1969 | KR | 4:0Raport | FH B | Melavöllur, Reykjavík |
|                     |    |           |      |                       |

| 5 października 1969 | Selfoss | 4:2Raport | Fram B | Selfossvöllur, Selfoss |
|                     |         |           |        |                        |

| 5 października 1969 | Akraness | 3:0Raport | Fram | Melavöllur, Reykjavík |
|                     |          |           |      |                       |

| 12 października 1969 | ÍB Vestmannaeyja | 1:0Raport | Keflavík | Löngulágarvöllur, Vestmannaeyjar |
|                      |                  |           |          |                                  |

| 12 października 1969 | Víkingur Reykjavík | 2:1Raport | ÍB Vestmannaeyja B | Vestmannaeyjavöllur, Vestmannaeyjar |
|                      |                    |           |                    |                                     |

## Czwarta runda
W czwartej rundzie rozegrane zostały cztery mecze pomiędzy zwycięzcami trzeciej rundy.
| 11 października 1969 | Selfoss | 2:0Raport | Valur B | Melavöllur, Reykjavík |
|                      |         |           |         |                       |

| 12 października 1969 | Akraness | 1:0Raport | Valur | Melavöllur, Reykjavík |
|                      |          |           |       |                       |

| 18 października 1969 | ÍBA Akureyri | 4:3Raport | Víkingur Reykjavík | Melavöllur, Reykjavík |
|                      |              |           |                    |                       |

| 19 października 1969 | KR | 2:2Raport | ÍB Vestmannaeyja | Melavöllur, Reykjavík |
|                      |    |           |                  |                       |

### Powtórki
W meczu czwartej rundy pomiędzy zespołami KR oraz ÍB Vestmannaeyja padł remis, w związku z czym 1 listopada 1969 roku rozegrany został dodatkowy mecz rozstrzygający o awansie do półfinału.
| 1 listopada 1969 | KR | 3:1Raport | ÍB Vestmannaeyja | Melavöllur, Reykjavík |
|                  |    |           |                  |                       |

## Półfinał
Do półfinału awansowali zwycięzcy meczów piątej rundy, wśród których tylko Selfoss nie reprezentował 1. deild.
| 25 października 1969 | ÍBA Akureyri | 3:1Raport | Selfoss | Melavöllur, Reykjavík |
|                      |              |           |         |                       |

| 22 listopada 1969 | Akraness | 4:1Raport | KR | Melavöllur, Reykjavík |
|                   |          |           |    |                       |

## Finał
Pierwszy mecz finałowy został rozegrany 30 listopada 1969 roku na stadionie Melavöllur w Reykjavíku. W spotkaniu udział wzięły drużyny ÍBA Akureyri oraz Akraness. Mecz zakończył się remisem 1:1, dlatego 7 grudnia 1969 roku odbył się drugi mecz na tym samym stadionie. Ten z kolei zakończył się rezultatem 3:2 na korzyść zespołu z Akureyri. W rezultacie ÍBA Akureyri otrzymał tytuł zdobywcy Pucharu Islandii i uzyskał kwalifikację do Pucharu Zdobywców Pucharów.
| 30 listopada 1969 | ÍBA Akureyri | 1:1Raport | Akraness | Melavöllur, Reykjavík |
|                   |              |           |          |                       |

| 7 grudnia 1969 | ÍBA Akureyri | 3:2Raport | Akraness | Melavöllur, Reykjavík |
|                |              |           |          |                       |